# Saazer Kreis
Der Saazer Kreis (in alter Schreibweise auch Saatzer Kreis, tschechisch Žatecký kraj, lateinisch Circulus Satecensis) war ein Verwaltungsbezirk im Nordwesten des Königreiches Böhmen (→ alte böhmische Kreise) mit Sitz in der Stadt Saaz. 

## Geschichte
Er existierte ab dem 14. Jahrhundert bis 1848 und lag im nordwestlichen Teil des Königreiches. Die Nachbarkreise waren der Elbogener Kreis und der Pilsner Kreis im Westen, der Leitmeritzer Kreis im Osten und der Rakonitzer Kreis im Süden. Von 1714 bis 1751 gehörten die Gebiete des Elbogener Kreises ebenfalls zum Saazer Kreis. Er wurde 1748 gemäß den damaligen Verwaltungsreformen umorganisiert. Mit den Verwaltungsreformen nach 1848 fungierten die Kreise nur mehr als Aufsichtsbehörde und wurden 1867 durch das feingliedrigere System der Politischen Bezirke ersetzt (siehe Liste der Bezirke in Böhmen).
Zum Kreis gehörten u. a. Kaaden, Komotau, Preßnitz, Sankt Sebastiansberg, Brüx, Laun, Postelberg, Podersam, Maschau und Schönhof.

### Kreishauptmänner

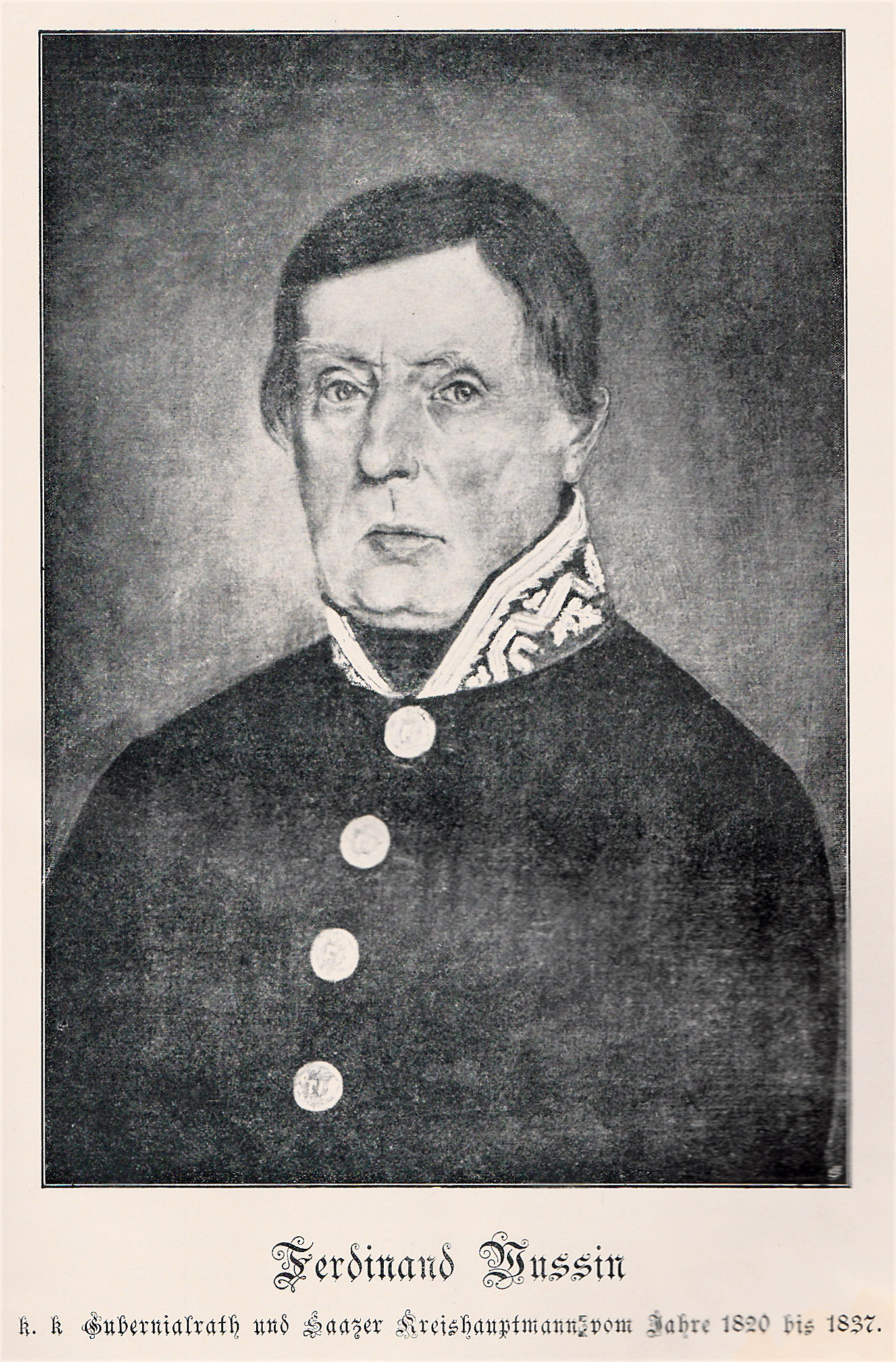
Kreishauptmann Ferdinand Wussin

Kreishauptmann des Saazer Kreises waren u. a.: 
- Jaroslaw Kolowrat-Liebsteinsky (der Ältere), Herr auf Petersburg († 1592), später Landvogt der Niederlausitz
- Stephan Caretto von Millesimo um 1626
- Adam Heinrich Hruška um 1629
- Ferdinand Kolowrat-Liebsteinsky um 1650
- Maximilian Wladislaw Ellbogner von Unterschönfeld um 1655
- Wenzel Hochberg von Hennersdorf um 1700
- Heinrich Ernst Mulz von Waldau († 1715) von 1714 bis 1715
- Karl Maximilian Przichowsky von Przichowitz († 19. Dez. 1721) um 1720
- Kaspar Franz Oswald Reichsgraf von Clary und Aldringen (1707–1735) bis 1735
- Wenzel Karl Schroll von Schrollenberg († 1779) um 1760
- Wenzel Kager von Stampach († 1804) um 1790
- Ferdinand Wussin (1770–1848) von 1820 bis 1837
- Emanuel Josef Hikisch († 26. Mai 1850) von 1838 bis 1850
- Hermann Edler von Pokorny († 25. Aug. 1873), k. k. Gubernialrat, Präsident der Kreisregierung von 1855 bis 1859

Nach 1850 wurde der Saazer Kreis in die Bezirke Brüx, Kaaden und Saaz aufgeteilt.

## Karten

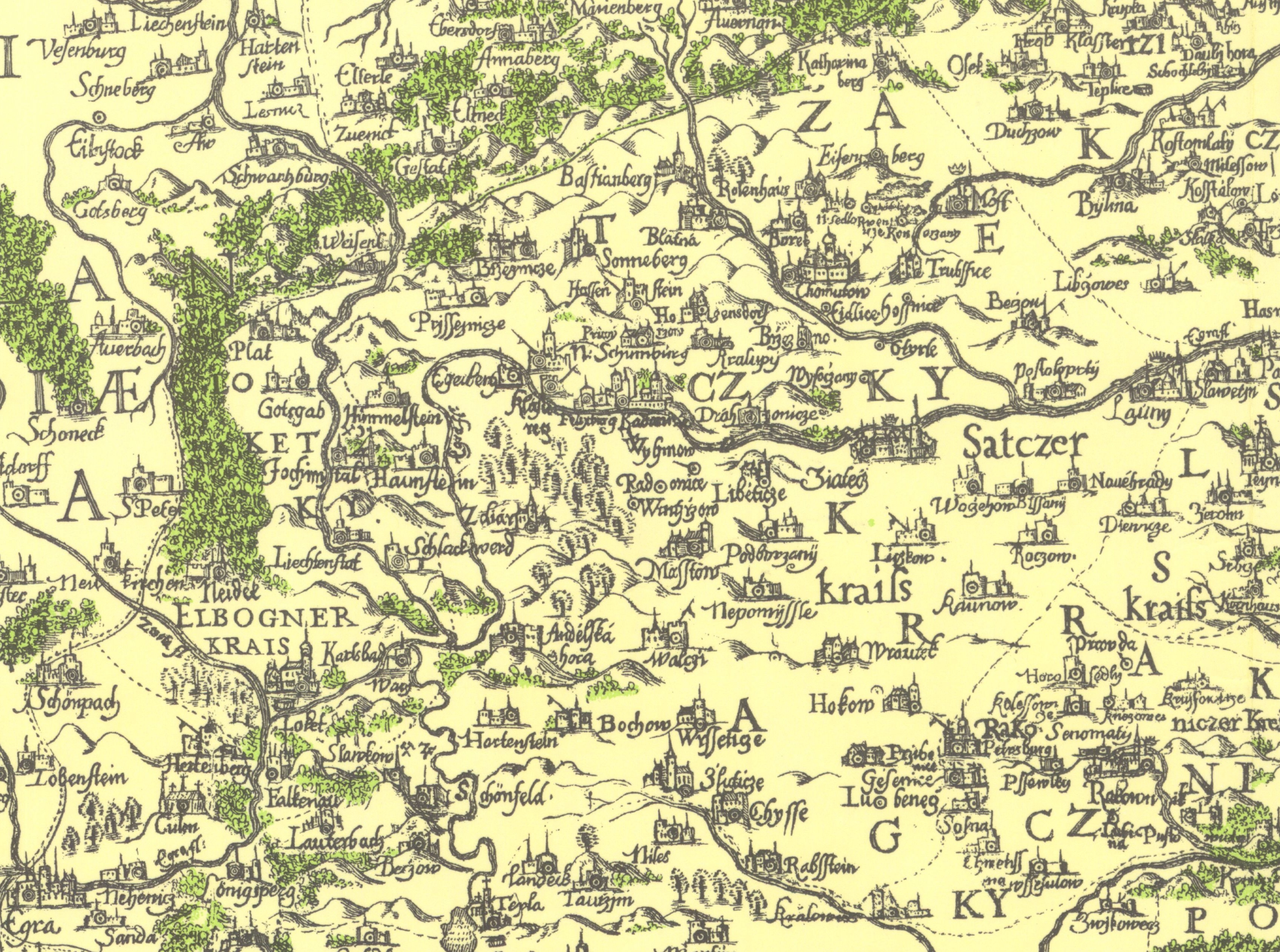
Die älteste Darstellung des Saazer Kreises auf der Karte von Aretin im Jahre 1619
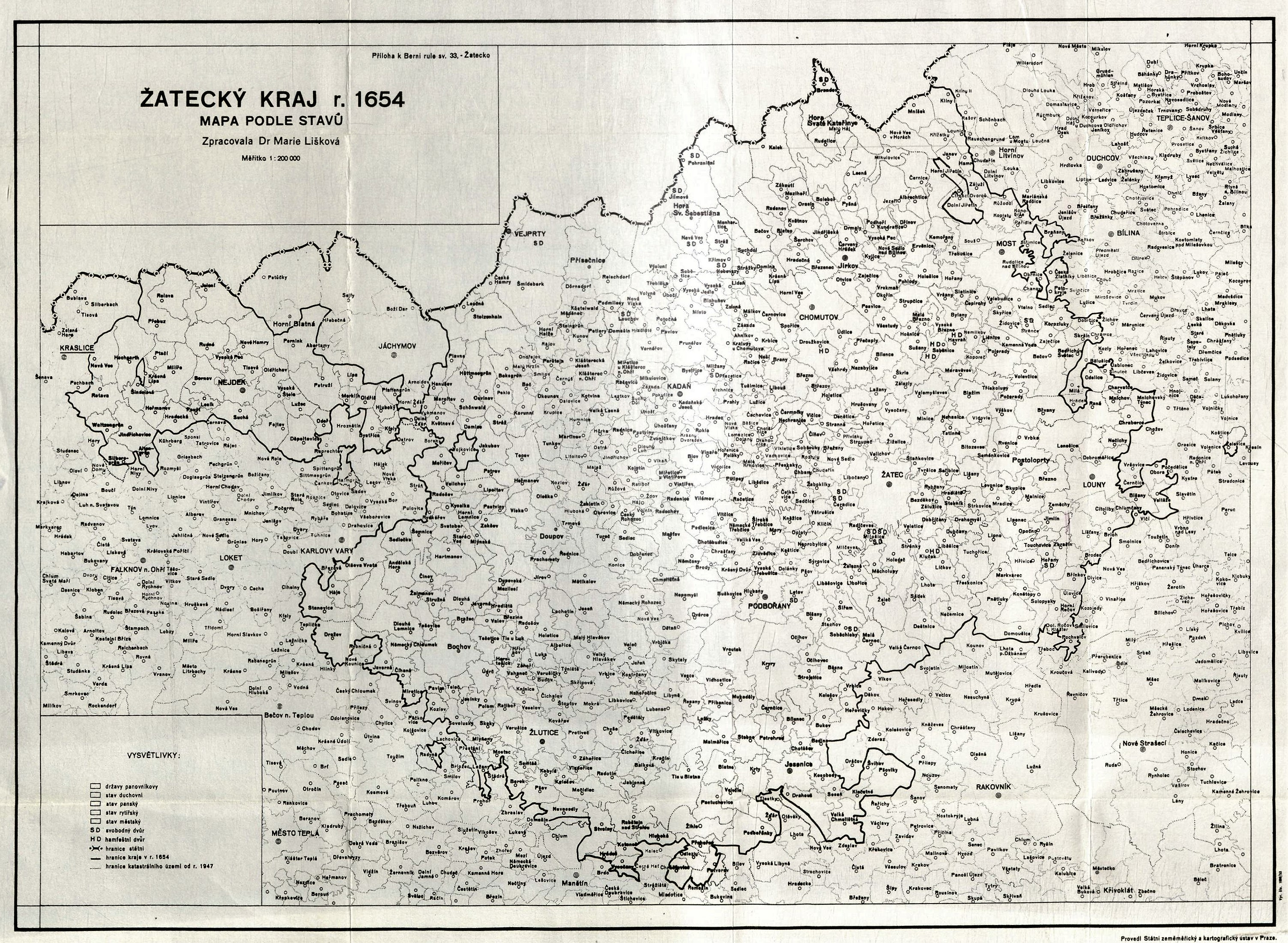
Tschechische Verwaltungskarte des Saazer Kreises Stand 1654
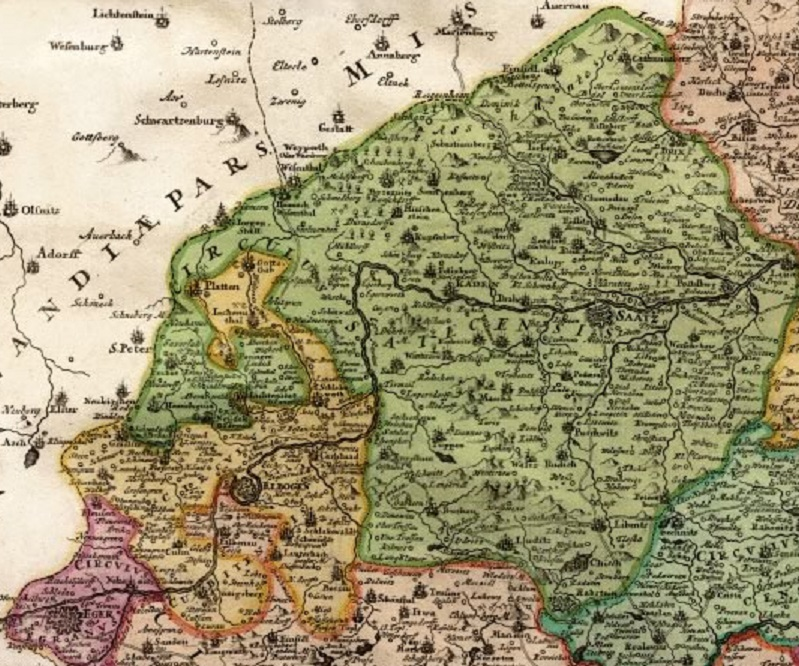
Der Saazer Kreis auf der Karte von Vogt 1712
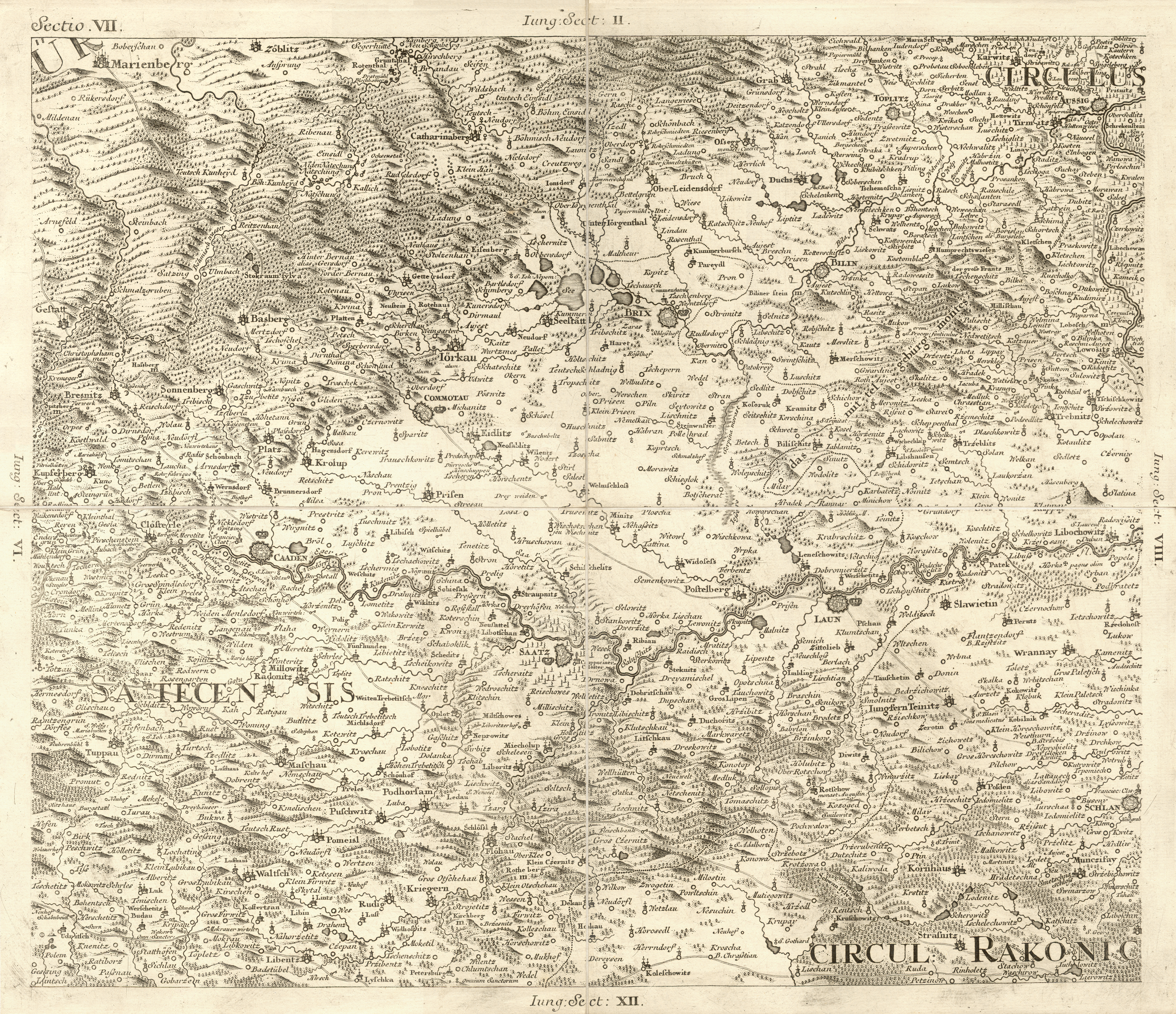
Nordöstlicher Teil auf der Karte von Müller 1720
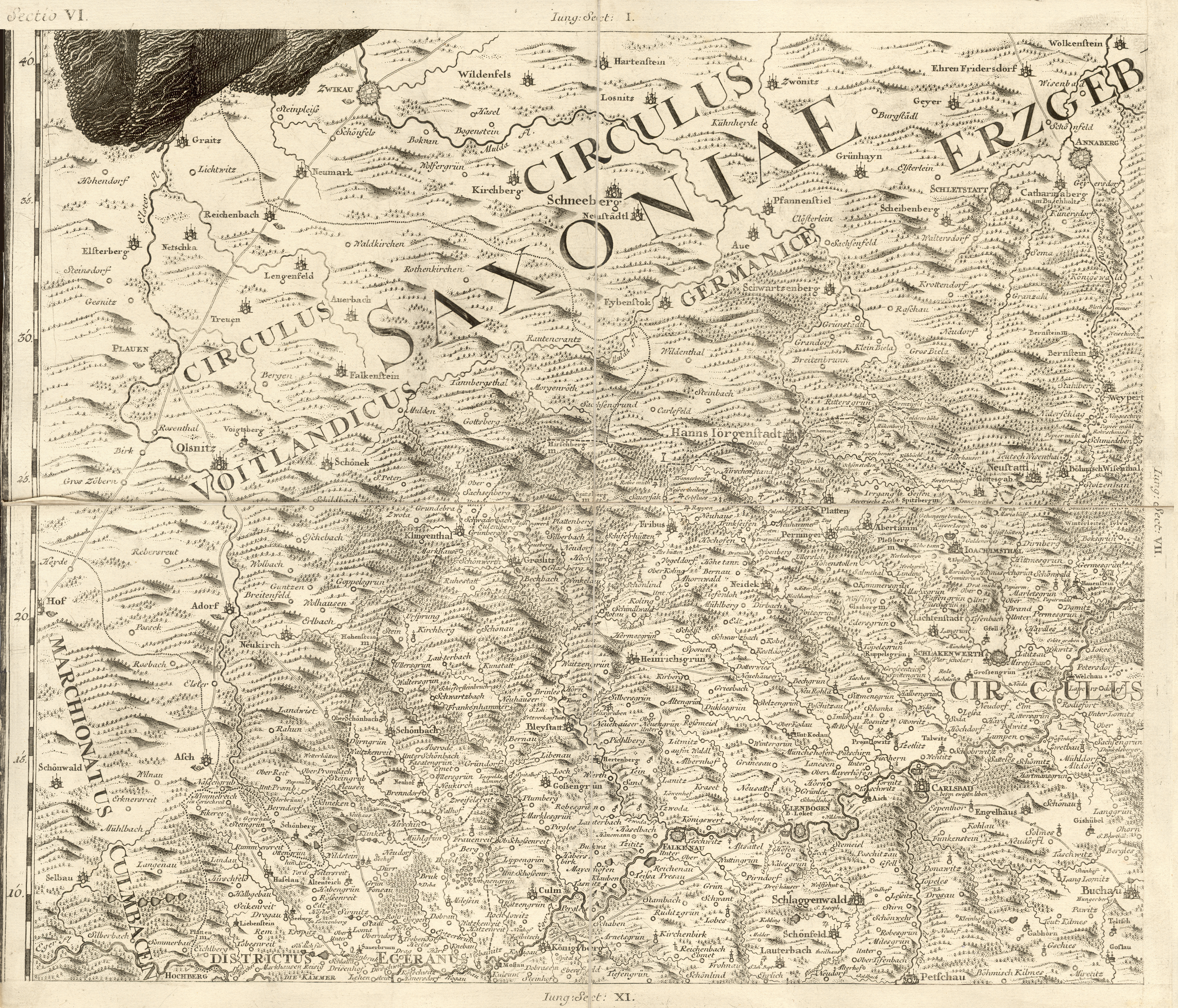
Nordwestlicher Teil 1720
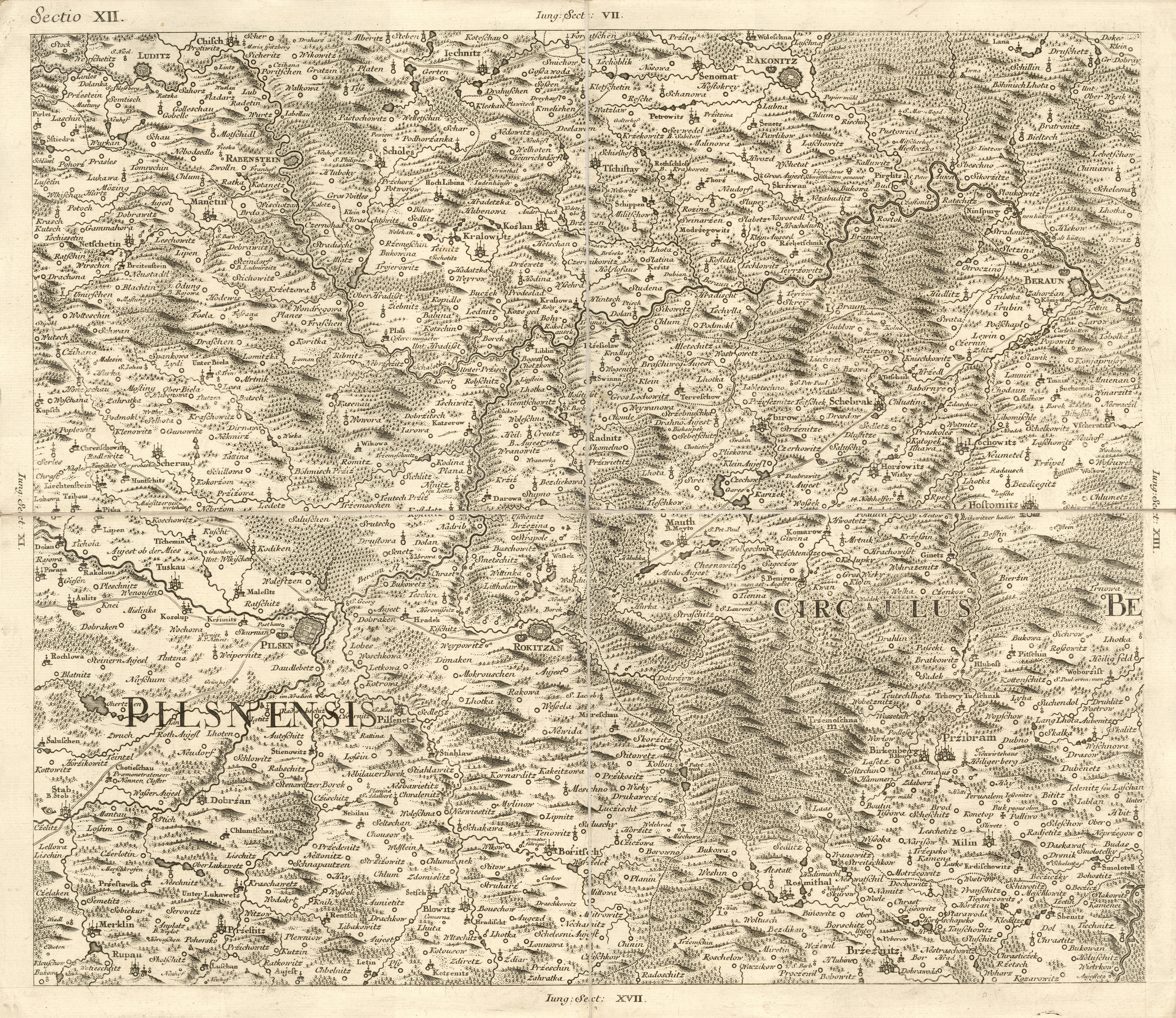
Südöstlicher Teil 1720
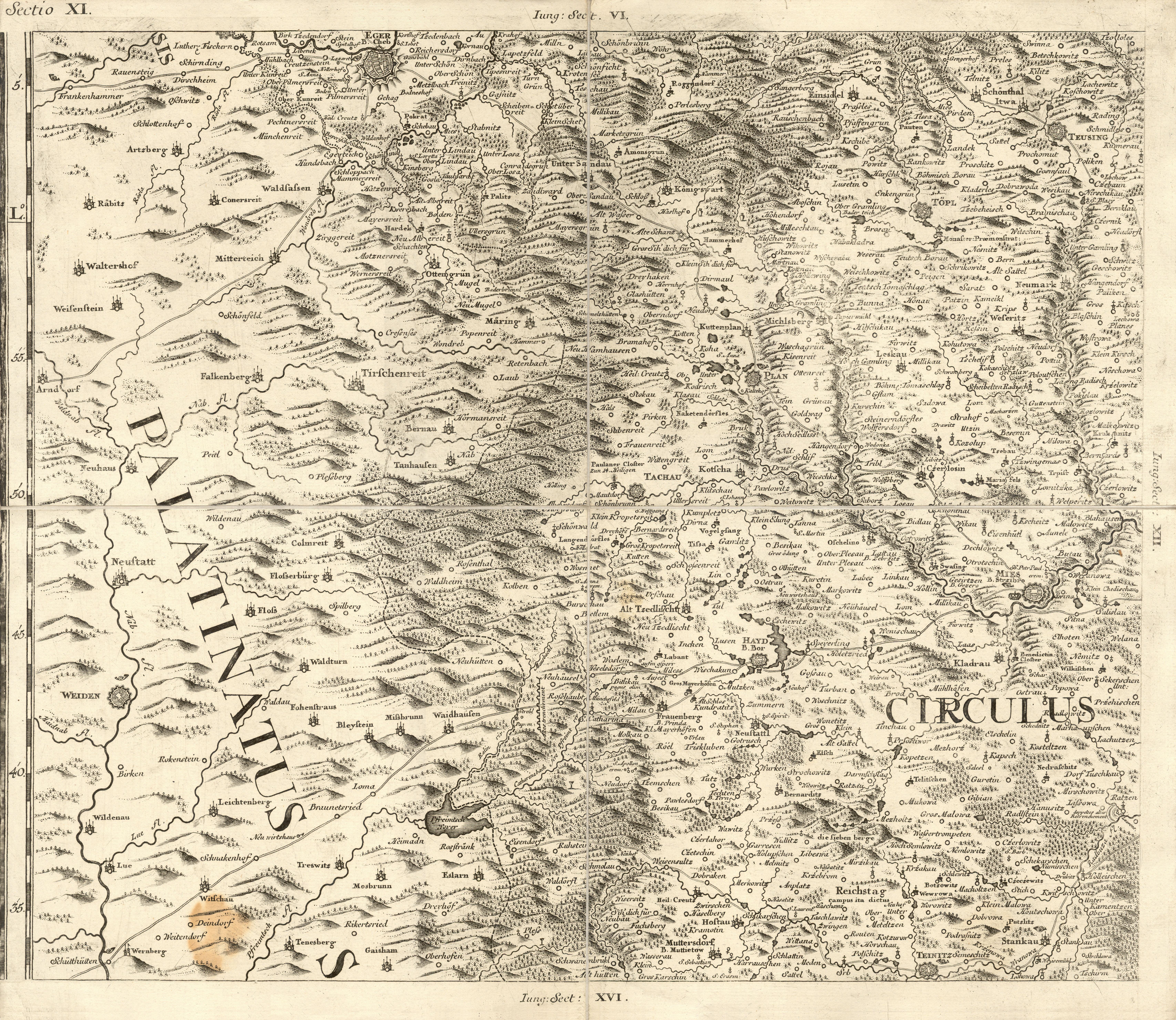
Südwestlicher Teil 1720
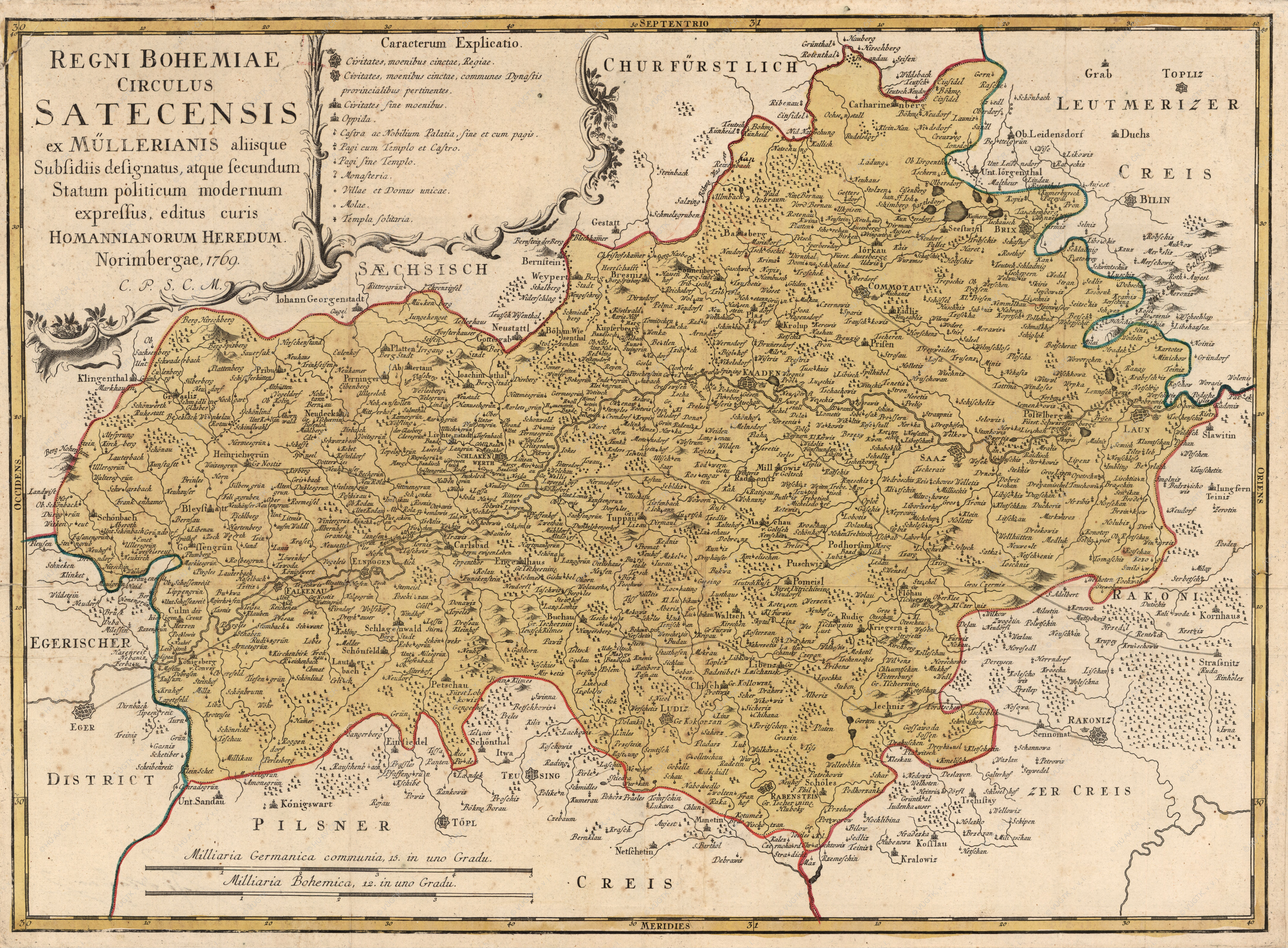
Karte des Saazer Kreises von 1769
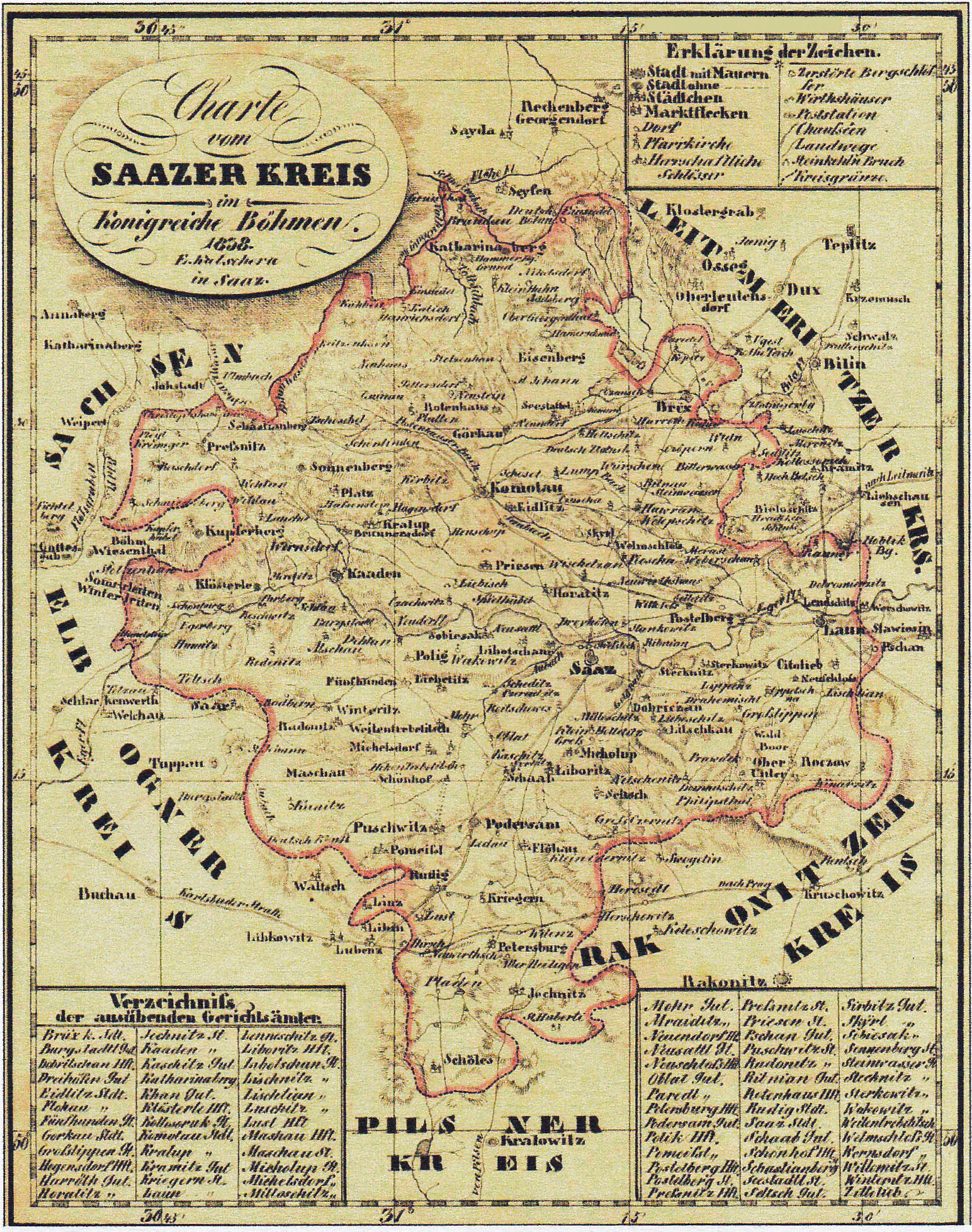
Karte des Saazer Kreises von 1838

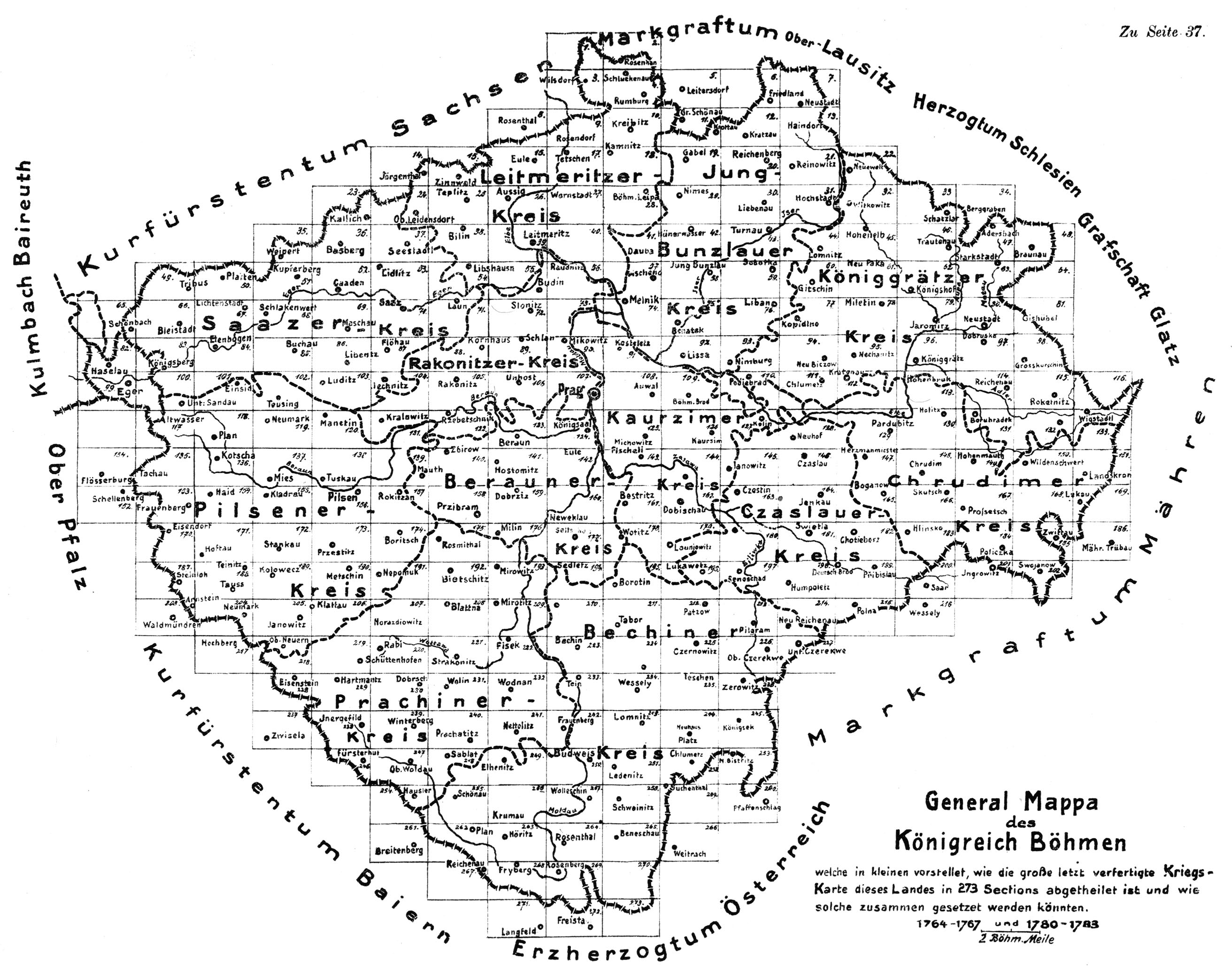
Böhmische Kreise vor 1783
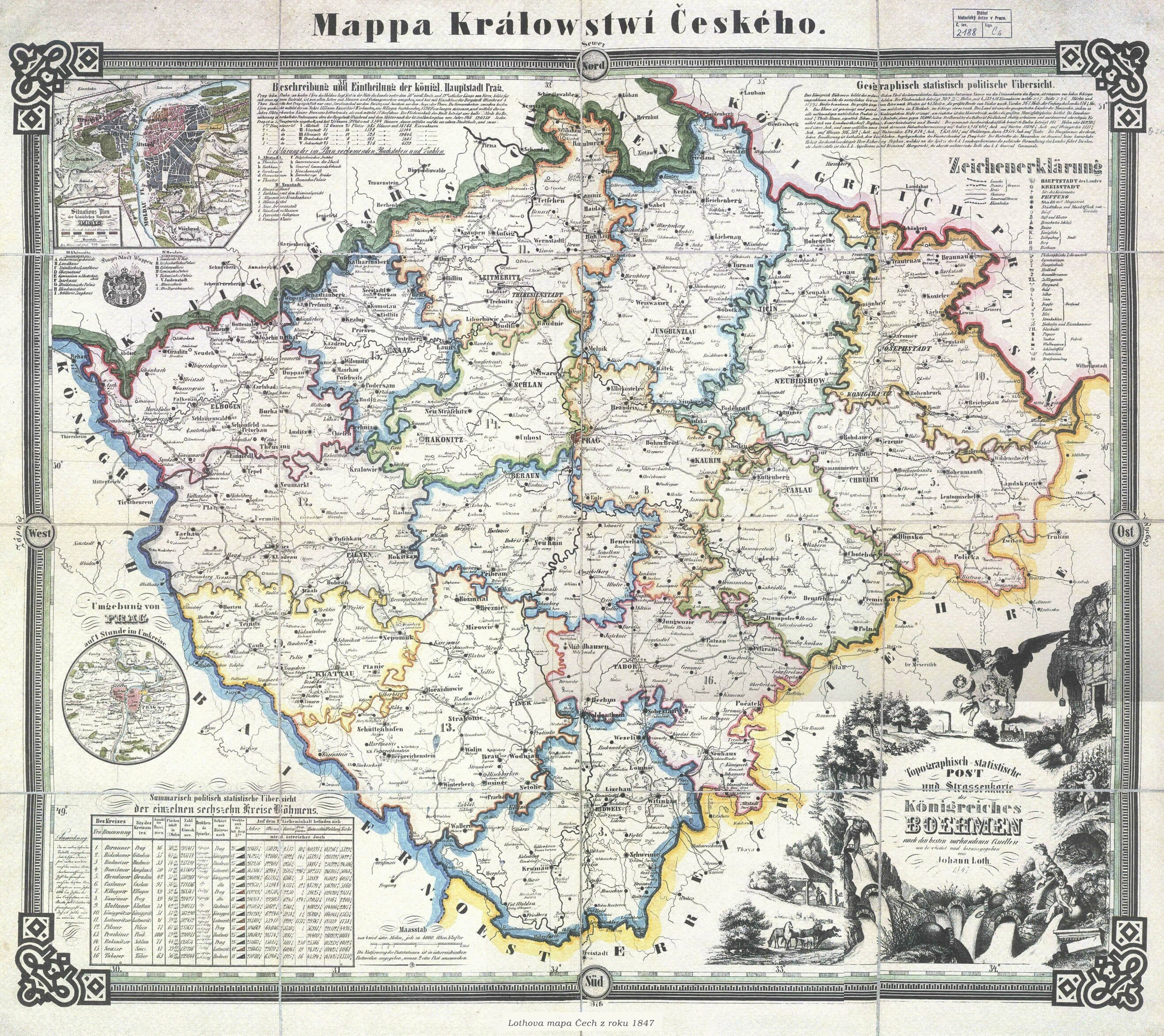
Böhmische Kreise 1847